# Pseudotrimezia brevistaminea
Pseudotrimezia brevistaminea är en irisväxtart som beskrevs av Chukr. Pseudotrimezia brevistaminea ingår i släktet Pseudotrimezia och familjen irisväxter. Inga underarter finns listade i Catalogue of Life.